# Strawbs
Strawbs — англійський рок-гурт, утворений 1964 року у Лондоні під назвою The Strawberry Hill Boys. До першого складу гурту входили: Дейв Каузінс (Dave Cousins; 7 січня 1945, Лондон, Велика Британія) — вокал, гітара, фортепіано та Тоні Хупер (Tony Hooper) — гітара.
На початку своєї кар'єри гурт виступав разом з виконавцем на мандоліні Артуром Філіпсом (Arthur Philips) і презентувала музику блюграс. Однак поступово еволюціонувала у течію фолку. Після зміни назви на Strawbs до Каузінса та Хупера приєднались басист Рон Честерман (Ron Chesterman) та вокалістка Сенді Денні (Sandy Denny), чия недовга співпраця була відображена на альбомі «All Our Own Work», що з'явився вже після її виходу зі Strawbs.
Офіційним дебютом Каузіра, Хупера та Честермана була платівка «Strawbs», до якої ввійшло кілька найкращих творів гурту, наприклад, «Oh How She Changed» та «The Battle». Ця робота була однаково гарно зустрінута як прихильниками року, так і фолку. Однак черговий альбом «Dragonfly» не здобув такого ж визнання серед слухачів.
Тим часом у гурті відбулися зміни. З попереднього складу залишились Каузінс та Хупер, а місця інших зайняли два колишні учасники гурту Velvet Opera: Джон Форд (John Ford; 1 липня 1948, Фулхем, Велика Британія) — бас та Річард Хадсон (Richard Hudson), повне ім'я Річард Вільям Стейфорд Хадсон (Richard William Stafford Hudson; 9 травня 1948, Лондон, Велика Британія) — ударні, гітара, сітара, а також випускник Королівської Музичної Академії — Рік Уейкмен (Rick Wakeman; 18 травня 1949, Пірайвл, Велика Британія) — клавішні. Цим складом Strawbs записали лонгплей «Just A Collection Of Antiques & Curios», на якому змінили старе звучання на дуже електричне. Платівка була досить гарно прийнята, як і наступна «From The Witchwood». Однак Уейкмен не був задоволений шаблонним звучанням групи і, залишивши Strawbs, став учасником гурту Yes. Замість нього було взяли Джона Блю Уевера (John Blue Weaver; 11 березня 1947, Кардіф, Велика Британія), який був відомий за виступами з Amen Corner.
Незважаючи на комерційний успіх, який здобув альбом «Grave New World», у гурті почали наростати непорозуміння і 1972 року місце Хупера зайняв Дейв Ламберт (Dave Lambert; 8 березня 1949, Хаунслоу, Велика Британія). Хоча стосунки між Каузінсом, Хадсоном та Фордом також погіршились, гурт все ж записав та видав два сингли: «Lay Down» та «Part Of The Union», перший з яких потрапив до Британського Тор 20, а другий належав до найкращих досягнень Strawbs. Однак після невдалого турне гурт розпався. Хадсон та Форд сформували власний дует, а Каузінс та Ламберт поповнивши склад Джоном Хоукеном (John Hawken), екс-Nashvill Teens та Renaissance — фортепіано, Чеса Кронка (Chas Cronk) — бас та екс-Stealers Wheel Родом Комбесом (Rod Combes) — ударні.
1973 року Strawbs відновили діяльність. Проте серія виданих пізніше альбомів лише підтвердила втрату гуртом свіжості та натхнення. Каузінс і надалі, незважаючи на постійні зміни складу та втрату популярності, залишався лідером формації аж до 1978 року, поки гурт не розпався. 1985 року гурт зібралась знову у складі: Коузінс, Хупер, Форз, Хадсон, Брайн Уїллафбі (Brian Willoughby) — гітари та Кріс Фаррен (Chris Farren) — клавішні, а 1988 року Коузінс, Хупер та Хадсон навіть записали альбом.

## Дискографія
- 1969: The Strawbs
- 1970: Dragonfly
- 1970: Just A Collection Of Antiques & Curios
- 1971: From The Witchwood
- 1972: Grave New World
- 1973: Burstin' At The Seams
- 1974: All Our Own Work
- 1974: Hero & Heroine
- 1974: The Strawbs By Choice
- 1974: Ghosts
- 1975: Nomadness
- 1976: Deep Cuts
- 1977: Burning For You
- 1978: Deadlines
- 1978: The Best Of The Strawbs
- 1987: The Strawbs
- 1988: Don't Say Goodbye
- 1990: Preservers Uncanned
- 1991: Ringing Down The Years
- 1992: A Choice Selection Of Strawbs
- 1993: Greatest Hits Live
- 1995: Strawbs In Concert
- 1991: Sandy and the Strawbs (All Our Own Work)
- 1995: Heartbreak Hill (1978)
- 1995: Strawbs in Concert (1995) (Live, BBC «In Concert» fra 1973 og 1974)
- 1997: Halcyon Days
- 1999: Concert Classics (1999) (Live BBC 1977)
- 2000: The Complete Strawbs
- 2001: Baroque & Roll
- 2002: The Collection
- 2002: Tears and Pavan — An Introduction to Strawbs
- 2003: 20th Century Masters: The Millennium Collection: The Best of Strawbs
- 2003: Blue Angel
- 2004: Déjà Fou
- 2005: Full Bloom
- 2005: Strawbs Live at Nearfest 2004
- 2005: Painted Sky
- 2006: Recollection
- 2006: A Taste of Strawbs (4 CD, 1967—2006)
- 2007: Strawbs NY '75 (live 1975)
- 2008: Lay Down with the Strawbs (live 2006)
- 2008: The Broken Hearted Bride
- 2009: Dancing to the Devil's Beat
- 2010: Strawbs at the BBC
- 2010: Sandy Denny and the Strawbs: All Our Own Work: The Complete Sessions
- 2010: 40th Anniversary Celebration (2010) (Vol. 1: 2 CD-er Strawberry Fayre (Sonja Kristina Linwood, Rick Wakeman, Fire, Zeus, Cathryn Craig og John Ford) og Vol. 2: Rick Wakeman & Dave Cousins (CD+DVD))
- 2011: Hero & Heroine In Ascencia
- 2011: Acoustic Gold (Acoustic Strawbs live)

### Dave Cousins
- 1972: Two Weeks Last Summer
- 1978: Old School Songs (Brian Willoughby)
- 1994: The Bridge (Brian Willoughby)
- 2002: Hummingbird (Rick Wakeman)
- 2005: Wakeman and Cousins «Live 1988» (Rick Wakeman)
- 2005: High Seas (Conny Conrad)
- 2007: The Boy In The Sailor Suit
- 2008: Secret Paths
- 2008: Duochrome (Ian Cutler)

### Dave Lambert
- 1979: Framed

### Hudson Ford
- 1973: Nickelodeon
- 1974: Free Spirit
- 1975: World's Collide
- 1977: Daylight.